# جام اینترتوتو ۲۰۰۵
جام اینترتوتو ۲۰۰۵، یازدهمین دوره از رقابت‌های فوتبال جام اینترتوتو بود که زیر نظر یوفا برگزار می‌شد. در بازی‌های نهایی سه تیم لانس، المپیک مارسی و هامبورگ به پیروزی رسیدند و جواز حضور در مسابقات جام یوفا را بدست آوردند.

## دور اول
| تیم ۱             | نتیجه‌نهایی | تیم ۲               | بازی رفت | بازی برگشت |
| ----------------- | ---------- | ------------------- | -------- | ---------- |
| بیتار اورشلیم     | ۶–۴        | سیلکس               | ۴–۳      | ۲–۱        |
| بوهمیان           | ۲–۳        | خنت                 | ۱–۰      | ۱–۳        |
| تیلیگل تیراسپل    | ۲–۹        | پوگون شچچین         | ۰–۳      | ۲–۶        |
| والتا             | ۲–۷        | بودوچنست پودگوریتسا | ۰–۵      | ۲–۲        |
| ناروا ترانس       | ۱–۲        | لوکرن               | ۰–۲      | ۱–۰        |
| ویکتوریا روسپورت  | ۲–۵        | گوتبورگ             | ۱–۲      | ۱–۳        |
| دینامو تیرانا     | ۳–۵        | وارتکس              | ۲–۱      | ۱–۴        |
| اسلاون بلوپو      | ۲–۰        | دراوا پتوی          | ۱–۰      | ۱–۰        |
| لرناگورتس کاپان   | ۱–۹        | نوشاتل زمکس         | ۱–۳      | ۰–۶        |
| سی‌اف‌آر کلوژ       | ۷–۳        | وترا                | ۳–۲      | ۴–۱        |
| المپیاکوس نیکوزیا | ۰–۱۶       | گلوریا بیستریتسا    | ۰–۵      | ۰–۱۱       |
| اسکالا            | ۰–۳        | تامپره یونایتد      | ۰–۲      | ۰–۱        |
| واشاش             | ۰–۲        | زد تی اس دوبنیتسا   | ۰–۰      | ۰–۲        |
| ژالگیریس          | ۲–۰        | لیزبرن دیستلری      | ۱–۰      | ۱–۰        |
| کاروان            | ۱–۴        | لخ پوزنان           | ۱–۲      | ۰–۲        |
| Rànger's          | ۱–۶        | اشتورم گراتس        | ۱–۱      | ۰–۵        |
| بنگور سیتی        | ۱–۴        | دینابورگ            | ۱–۲      | ۰–۲        |
| اسمدرفو           | ۱–۳        | پوبدا               | ۰–۱      | ۱–۲        |
| نمان گرودنو       | ۰–۱        | فاستاو زلین         | ۰–۱      | ۰–۰        |
| لمبارد–پاپا       | ۳–۱        | ویت جورجیا          | ۲–۱      | ۱–۰        |
| اینتر تورکو       | ۴–۰        | ÍA                  | ۰–۰      | ۴–۰        |

## دور دوم
| تیم ۱             | نتیجه‌نهایی   | تیم ۲               | بازی رفت | بازی برگشت |
| ----------------- | ------------ | ------------------- | -------- | ---------- |
| سیگما اولوموتس    | ۱–۰          | پوگون شچچین         | ۱–۰      | ۰–۰        |
| سی‌اف‌آر کلوژ       | ۱–۱ (۵–۳ پ.) | اتلتیک بیلبائو      | ۱–۰      | ۰–۱ (و.ا.) |
| وولفسبورگ         | ۵–۳          | اشتورم گراتس        | ۲–۲      | ۳–۱        |
| دپورتیوو لاکرونیا | ۴–۲          | بودوچنست پودگوریتسا | ۳–۰      | ۱–۲        |
| عثمانلی‌اسپور      | ۱–۴          | زد تی اس دوبنیتسا   | ۰–۴      | ۱–۰        |
| اسلوان لیبرتس     | ۷–۲          | بیتار اورشلیم       | ۵–۱      | ۲–۱        |
| سن-اتین           | ۳–۲          | نوشاتل زمکس         | ۱–۱      | ۲–۱        |
| خنت               | ۱–۰          | فاستاو زلین         | ۱–۰      | ۰–۰        |
| هامبورگ           | ۸–۲          | پوبدا               | ۴–۱      | ۴–۱        |
| اسلاون بلوپو      | ۴–۲          | گلوریا بیستریتسا    | ۳–۲      | ۱–۰        |
| لوکرن             | ۲–۶          | یانگ بویز           | ۱–۴      | ۱–۲        |
| وارتکس            | ۶–۵          | اینتر تورکو         | ۴–۳      | ۲–۲        |
| تامپره یونایتد    | ۱–۰          | شارلوا              | ۱–۰      | ۰–۰        |
| لمبارد–پاپا       | ۲–۴          | گوتبورگ             | ۲–۳      | ۰–۱        |
| ژالگیریس          | ۳–۲          | دینابورگ            | ۲–۰      | ۱–۲        |
| لانس              | ۳–۱          | لخ پوزنان           | ۲–۱      | ۱–۰        |

## دور سوم
| تیم ۱             | نتیجه‌نهایی | تیم ۲           | بازی رفت | بازی برگشت |
| ----------------- | ---------- | --------------- | -------- | ---------- |
| دپورتیوو لاکرونیا | ۴–۰        | اسلاون بلوپو    | ۱–۰      | ۳–۰        |
| ایگالئو           | ۴–۵        | ژالگیریس        | ۱–۳      | ۳–۲        |
| بروسیا دورتموند   | ۱–۱ (گ.ز.) | سیگما اولوموتس  | ۱–۱      | ۰–۰        |
| یانگ بویز         | ۳–۵        | المپیک مارسی    | ۲–۳      | ۱–۲        |
| وارتکس            | ۲–۵        | لانس            | ۱–۱      | ۱–۴        |
| رودا              | ۱–۱ (گ.ز.) | اسلوان لیبرتس   | ۰–۰      | ۱–۱        |
| لیریا             | ۰–۳        | هامبورگ         | ۰–۱      | ۰–۲        |
| خنت               | ۰–۲        | والنسیا         | ۰–۰      | ۰–۲        |
| زد تی اس دوبنیتسا | ۱–۵        | نیوکاسل یونایتد | ۱–۳      | ۰–۲        |
| لاتزیو            | ۴–۱        | تامپره یونایتد  | ۳–۰      | ۱–۱        |
| گوتبورگ           | ۰–۴        | وولفسبورگ       | ۰–۲      | ۰–۲        |
| سی‌اف‌آر کلوژ       | ۳–۳ (گ.ز.) | سن-اتین         | ۱–۱      | ۲–۲        |

## نیمه نهایی
| تیم ۱             | نتیجه‌نهایی | تیم ۲           | بازی رفت | بازی برگشت |
| ----------------- | ---------- | --------------- | -------- | ---------- |
| والنسیا           | ۴–۰        | رودا            | ۴–۰      | ۰–۰        |
| ژالگیریس          | ۲–۷        | سی‌اف‌آر کلوژ     | ۱–۲      | ۱–۵        |
| سیگما اولوموتس    | ۰–۴        | هامبورگ         | ۰–۱      | ۰–۳        |
| دپورتیوو لاکرونیا | ۴–۲        | نیوکاسل یونایتد | ۲–۱      | ۲–۱        |
| وولفسبورگ         | ۰–۴        | لانس            | ۰–۰      | ۰–۴        |
| لاتزیو            | ۱–۴        | المپیک مارسی    | ۱–۱      | ۰–۳        |

## فینال‌ها
| تیم ۱             | نتیجه‌نهایی | تیم ۲        | بازی رفت | بازی برگشت |
| ----------------- | ---------- | ------------ | -------- | ---------- |
| سی‌اف‌آر کلوژ       | ۲–۴        | لانس         | ۱–۱      | ۱–۳        |
| دپورتیوو لاکرونیا | ۳–۵        | المپیک مارسی | ۲–۰      | ۱–۵        |
| هامبورگ           | ۱–۰        | والنسیا      | ۱–۰      | ۰–۰        |

### دور رفت
| سی‌اف‌آر کلوژ | ۱–۱   | لانس       |
| ----------- | ----- | ---------- |
| Turcu ۵۷'   | گزارش | Lachor ۲۴' |

| هامبورگ     | ۱–۰   | والنسیا |
| ----------- | ----- | ------- |
| باربارز ۵۰' | گزارش |         |

| دپورتیوو لاکرونیا           | ۲–۰   | المپیک مارسی |
| --------------------------- | ----- | ------------ |
| Rubén ۶۸' · Iván Carril ۸۷' | گزارش |              |

### دور برگشت
| لانس                                         | ۳–۱   | سی‌اف‌آر کلوژ |
| -------------------------------------------- | ----- | ----------- |
| هیلتون ۳۸' · Coulibaly ۷۶' · Cousin ۷۸' (پ.) | گزارش | مونتینو ۸۹' |

لانس در مجموع ۴–۲ برنده شد.
| المپیک مارسی                                        | ۵–۱   | دپورتیوو لاکرونیا |
| --------------------------------------------------- | ----- | ----------------- |
| ریبری ۵' · میته ۶۵' · نیانگ ۷۴'، ۸۸' · اوروما ۹۰+۳' | گزارش | آندراده ۹'        |

المپیک مارسی در مجموع ۵–۳ برنده شد.
| والنسیا | ۰–۰   | هامبورگ |
| ------- | ----- | ------- |
|         | گزارش |         |

هامبورگ در مجموع ۱–۰ برنده شد.